# N1 (Frankrijk)
De N1 of Route nationale 1 is een nationale weg in Frankrijk. De weg bestaat uit drie delen in Noord-Frankrijk. Het eerste deel loopt van de N104, de buitenste ringweg van Parijs, naar de A16 en is 6 kilometer lang. Het tweede deel vormt het ontbrekende deel van de noordelijke ringweg van Amiens tussen de N25 en A16 en is 5 kilometer lang. Het laatste deel verbindt de N416 en A16 met de haven van Boulogne-sur-Mer.

## Geschiedenis
In 1811 liet Napoleon Bonaparte de Route impériale 1 aanleggen van Parijs naar Calais. In 1824 werd de huidige N1 gecreëerd. Deze weg liep van Parijs (Porte de la Chapelle) via Beauvais en Abbeville naar Calais en was 276 kilometer lang.
In 1973 werd de route veranderd. Het gedeelte tussen Beauvais en Abbeville werd overgedragen aan de departementen en kreeg het nummer D901 in zowel Oise als Somme. De N1 ging via Amiens lopen over delen van de N181 (Beauvais-Breteuil), N16 (Breteuil-Amiens), N35A (Amiens-Yzeux) en N35 (Yzeux-Abbeville). Daarnaast werd de N40 tussen Calais en de Belgische grens toegevoegd. Hierdoor werd de weg 339 kilometer lang.

### Declassificaties
Door de aanleg van de parallelle autosnelweg A16 nam het nationale belang van de N1 sterk af. Daarom is het grootste deel van de weg in 2006 overgedragen aan de departementen. Dit deel heeft daardoor nummers van de departementale wegen. De overgedragen delen van de N1 kregen de volgende nummers:
- Seine-Saint-Denis: RNIL 1
- Val-d'Oise: D301
- Oise: D1001
- Somme: D1001
- Pas-de-Calais: D901 (tot Boulogne-sur-Mer)
- Pas-de-Calais: D940 (na Boulogne-sur-Mer)
- Noorderdepartement: D601

N1 · N2 · N3 · N4 · N5 · N6 · N7 · N9 · N10 · N11 · N12 · N13 · N14 · N15 · N17 · N19 · N19J · N20 · N21 · N22 · N24 · N25 · N27 · N28 · N31 · N33 · N34 · N36 · N37 · N41 · N42 · N43 · N44 · N47 · N49 · N51 · N52 · N57 · N58 · N59 · N61 · N61A · N65 · N66 · N67 · N70 · N77 · N79 · N80 · N82 · N83 · N85 · N86 · N87 · N88 · N89 · N90 · N94 · N98 · N100 · N102 · N104 · N105 · N106 · N109 · N112 · N113 · N116 · N118 · N118A · N118B · N122 · N123 · N124 · N125 · N126 · N129 · N134 · N135 · N136 · N137 · N138 · N141 · N142 · N145 · N147 · N149 · N150 · N151 · N154 · N157 · N158 · N159 · N162 · N164 · N165 · N166 · N171 · N174 · N175 · N176 · N182 · N184 · N186 · N186A · N186B · N188 · N191 · N192 · N201 · N202 · N205 · N209 · N216 · N221 · N224 · N225 · N227 · N230 · N237 · N244 · N248 · N249 · N250 · N254 · N265 · N274 · N282 · N296 · N301 · N303 · N306 · N314 · N315 · N316 · N320 · N324 · N330 · N337 · N338 · N346 · N353 · N356 · N363 · N385 · N388 · N401 · N406 · N410 · N416 · N425 · N431 · N440 · N441 · N444 · N446 · N449 · N481 · N486 · N488 · N489 · N520 · N524 · N532 · N537 · N542 · N543 · N568 · N569 · N572 · N580 · N814 · N844 · N1007 · N1012 · N1013 · N1014 · N1019 · N1021 · N1029 · N1031 · N1043 · N1050 · N1075 · N1083 · N1104 · N1113 · N1134 · N1135 · N1141 · N1154 · N1338 · N1547 · N1569 · N2028 · N2043 · N2057 · N2162 · N2249